# Lypha intermedia
Lypha intermedia là một loài ruồi trong họ Tachinidae.